# さがみ信用金庫
さがみ信用金庫（さがみしんようきんこ、英語：THE SAGAMI SHINKIN BANK）は、神奈川県小田原市に本店を置く信用金庫である。同じ神奈川県内を営業地区とするかながわ信用金庫、平塚信用金庫と「TRIbank（トライバンク）」の名で提携関係にある。
本店所在地である小田原市の指定金融機関を横浜銀行・スルガ銀行と輪番で務めている。

## 沿革
- 1925年10月20日- 「有限責任小田原信用購買組合」開業
- 1926年3月17日- 「有限責任小田原報徳信用組合」に改組
- 1943年7月16日- 市街地信用組合法に基づき「小田原信用組合」に改組
- 1950年4月1日- 中小企業等協同組合法に基づき改組
- 1952年4月1日- 信用金庫法に基づき「小田原信用金庫」に改組
- 1990年9月28日- 三浦信用金庫（現・かながわ信用金庫）、平塚信用金庫と業務提携
- 1992年5月14日- 三金庫業務提携グループブランド「TRIbank」を発表
- 1992年9月28日- 足柄信用金庫と合併し、「さがみ信用金庫」に名称変更
- 1998年9月28日- 箱根信用金庫と合併
- 2000年11月13日- 西相信用金庫より事業譲受
- 2021年10月11日- この日から磁気の影響を受けにくい新しい通帳（Hi-Co通帳）を取扱開始した(Hi-Co通帳に対応していない信用金庫ATMではHi-Co通帳は使えない。) [1]。

### 足柄信用金庫沿革
- 1929年9月6日- 産業組合法に基づき「有限責任松田商工信用組合」として設立
- 1938年2月2日- 「保証責任松田商工信用組合」に改組
- 1950年2月28日- 中小企業等協同組合法に基づき「松田商工信用協同組合」に改組
- 1952年5月11日- 「足柄上信用組合」に名称変更
- 1953年6月8日- 信用金庫法に基づき「足柄上信用金庫」に改組
- 1971年4月1日- 「足柄信用金庫」に名称変更
- 1992年9月28日- 小田原信用金庫と合併し、「さがみ信用金庫」に名称変更

### 箱根信用金庫沿革
- 1933年1月10日- 産業組合法に基づき「保証責任温泉村信用組合」として発足
- 1939年6月5日- 「保証責任温泉村信用購買組合」に改組
- 1950年2月28日- 中小企業等協同組合法に基づき「温泉村信用組合」に改組
- 1952年2月26日- 信用金庫法に基づき「箱根信用金庫」に改組
- 1998年9月28日- さがみ信用金庫と合併

### 西相信用金庫沿革
- 1920年10月7日- 「有限責任湯河原信用組合」設立
- 1924年6月13日- 「有限責任真鶴信用組合」設立
- 1951年6月1日- 両組合が合併し「西相信用組合」に改組
- 1952年8月27日- 信用金庫法に基づき「西相信用金庫」に改組
- 2000年11月13日- さがみ信用金庫に事業譲渡

## 営業地区
- 神奈川県
  - 小田原市、南足柄市、秦野市、伊勢原市、平塚市、足柄上郡（松田町、山北町、大井町、開成町、中井町）、足柄下郡（湯河原町、真鶴町、箱根町）、中郡（大磯町、二宮町）、茅ヶ崎市、藤沢市、鎌倉市、厚木市、相模原市（旧津久井町、旧相模湖町、旧城山町、旧藤野町を除く）、逗子市、横須賀市
- 静岡県
  - 御殿場市、熱海市